# Кювье (остров)
Остров Кювье — небольшой необитаемый остров у восточного побережья Северного острова Новой Зеландии. Расположен на конце морского пролива Колвилл, в 15 км к северу от островов Меркьюри и примерно в 23 км к юго-востоку от острова Грейт-Барриер.

## Геология

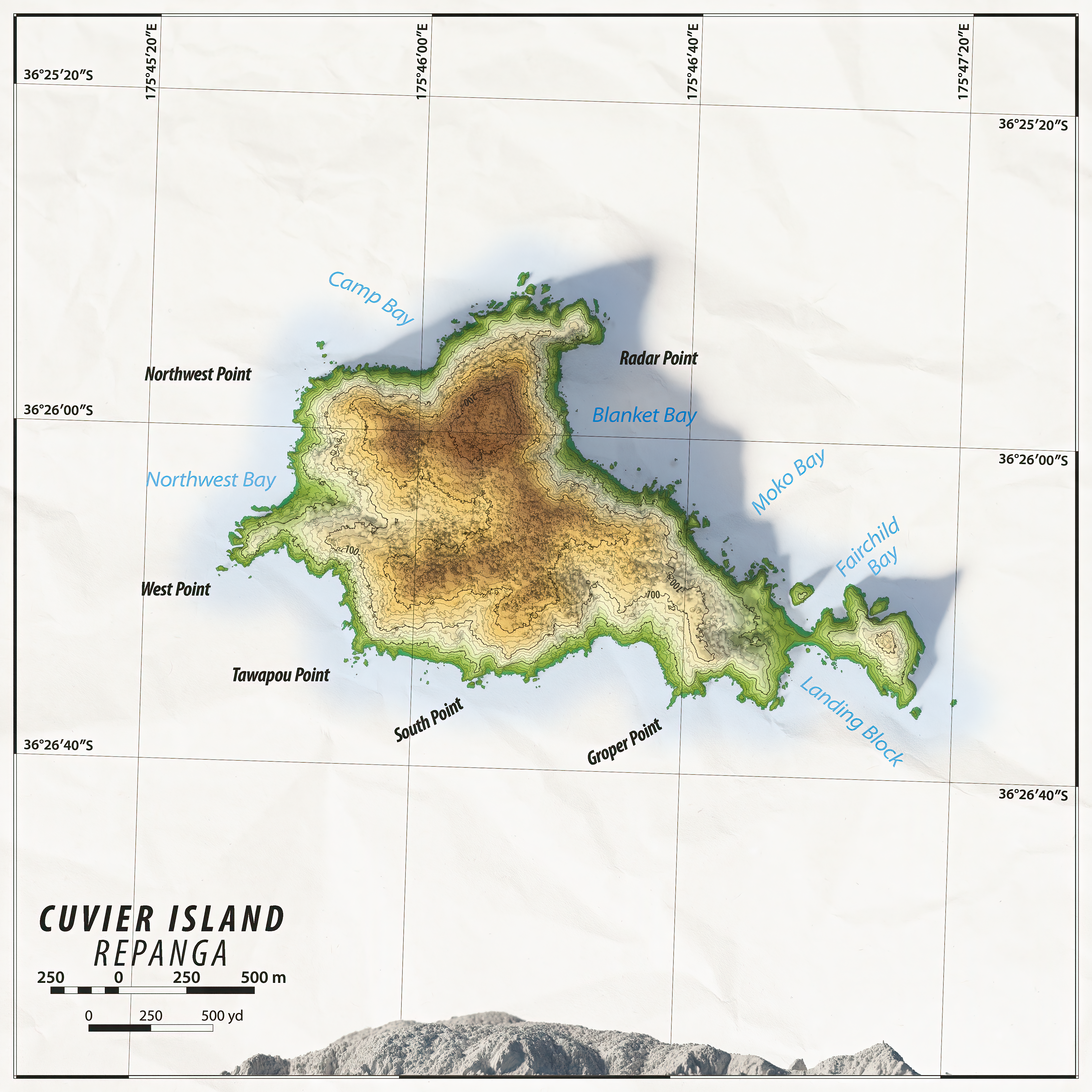
Топографическая карта острова Кювье

Остров представляет собой остатки магматической интрузии вулканической зоны Коромандель, которая образовалась в миоцене, 16-17 миллионов лет назад.

## Название
Маорийское название острова — Репанга. Название Кювье дал ему Жюль Дюмон-Дюрвиль, в честь барона Жоржа Кювье.

## Значение
Остров площадью 195 га является природным заповедником, управляемым Департаментом охраны природы, и объектом продолжающегося проекта по восстановлению острова с целью устранения неместных млекопитающих и восстановления изначальной экосистемы.
Организация BirdLife International признала остров ключевой орнитологической территорией из-за небольшой гнездовой колонии уязвимого вида, тайфунников Пайкрофта.
Здесь также находятся маяк острова Кювье, построенный в 1889 году, и обломки судна HMS Philomel, затопленного недалеко от острова 6 августа 1949 года после вывода корабля из эксплуатации.